# Poterie de Safi

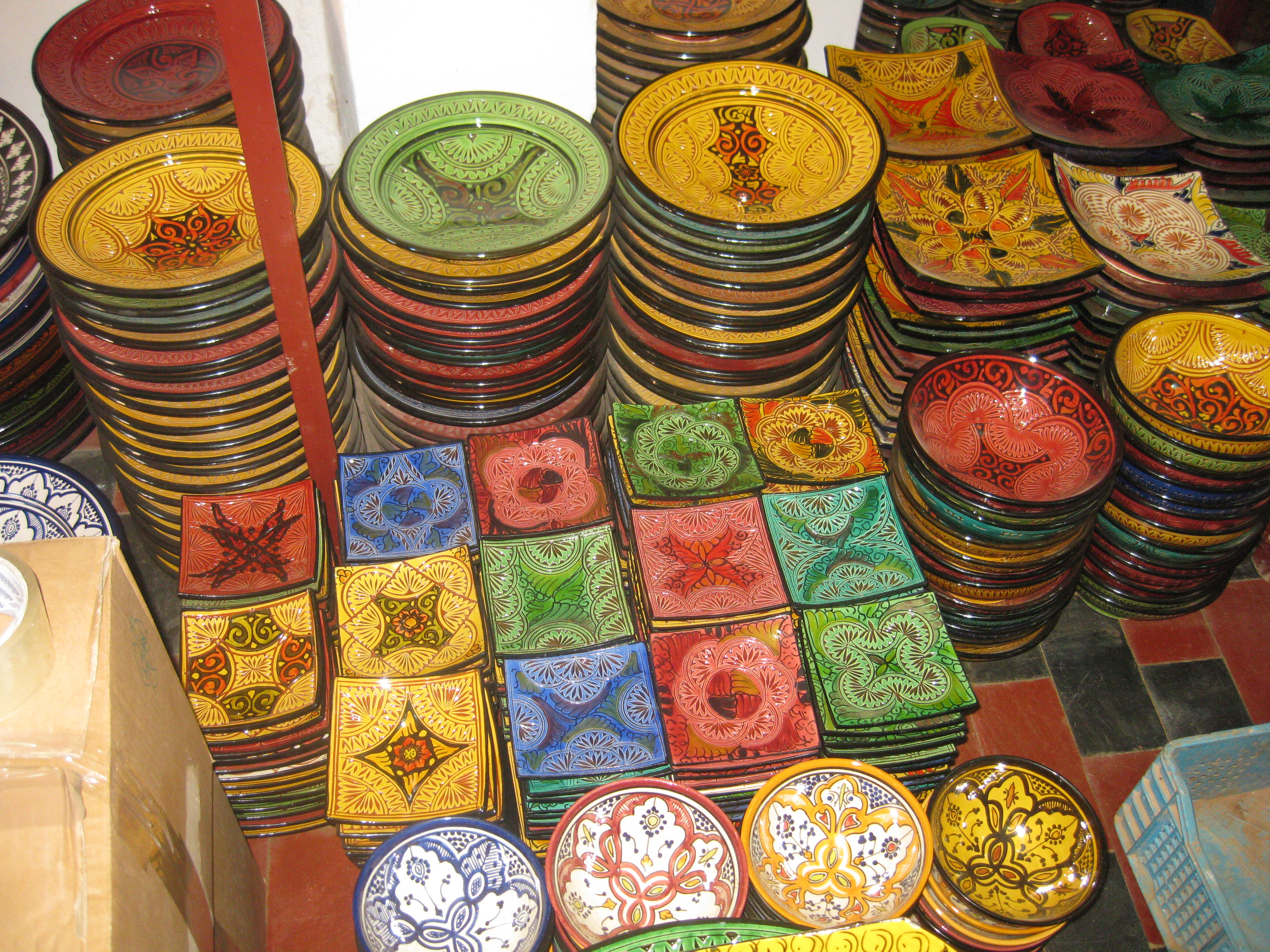
Échantillons de poterie safiote.

La poterie de Safi est un style de poterie et céramique originaire de la ville côtière de Safi, célèbre au Maroc et dans le monde pour son style et la qualité de ses produits, riches en couleurs et d'un design attrayant. Elles sont particulièrement utilisées comme objets décoratifs dans l'intérieur des maisons, donnant un côté oriental aux tables et aux pièces dans lesquelles elles sont entreposées.

## Histoire
Riche en matière première, Safi devient très prisée pour la qualité et l'abondance de son argile.
C'est en 1875, par un artisan de Fès, Mohamed Langassi, qu'est introduit à Safi le premier style de poterie traditionnelle à différents motifs dans le style marocain si particulier à Fès.
Le centre de production, nommé « Quartier des potiers », ou « Colline des potiers » est classé comme Monument historique depuis 1920. Près de 200 ateliers sont concentrés dans la « Colline des potiers » ; près de 2 000 artisans y travaillent, selon Africanews, en 2022. 
Le style de Safi en matière de céramique se distingue de celui d'autres régions marocaines réputées dans ce domaine comme le Rif, Tamegroute, Meknès, Fès, etc..

## Musée
Depuis 1990 existe sur le site le Musée national de la céramique, repris en 2018 par la Fondation nationale des musées.